# آلاتالا
آلاتالا (به ارمنی: Ալաթալա) یک منطقهٔ غیرمسکونی در ارمنستان است که در استان تاووش واقع شده‌است.  در  کیلومتری شمال ایجوان، مرکز استان تاووش واقع شده است.